# Hedvika Žofie Švédská
Hedvika Žofie Švédská (26. června 1681, Stockholm – 11. prosince 1708, Stockholm) byla rodem švédská princezna a sňatkem vévodkyně šlesvicko-holštýnsko-gottorpská.

## Biografie

### Původ a mládí

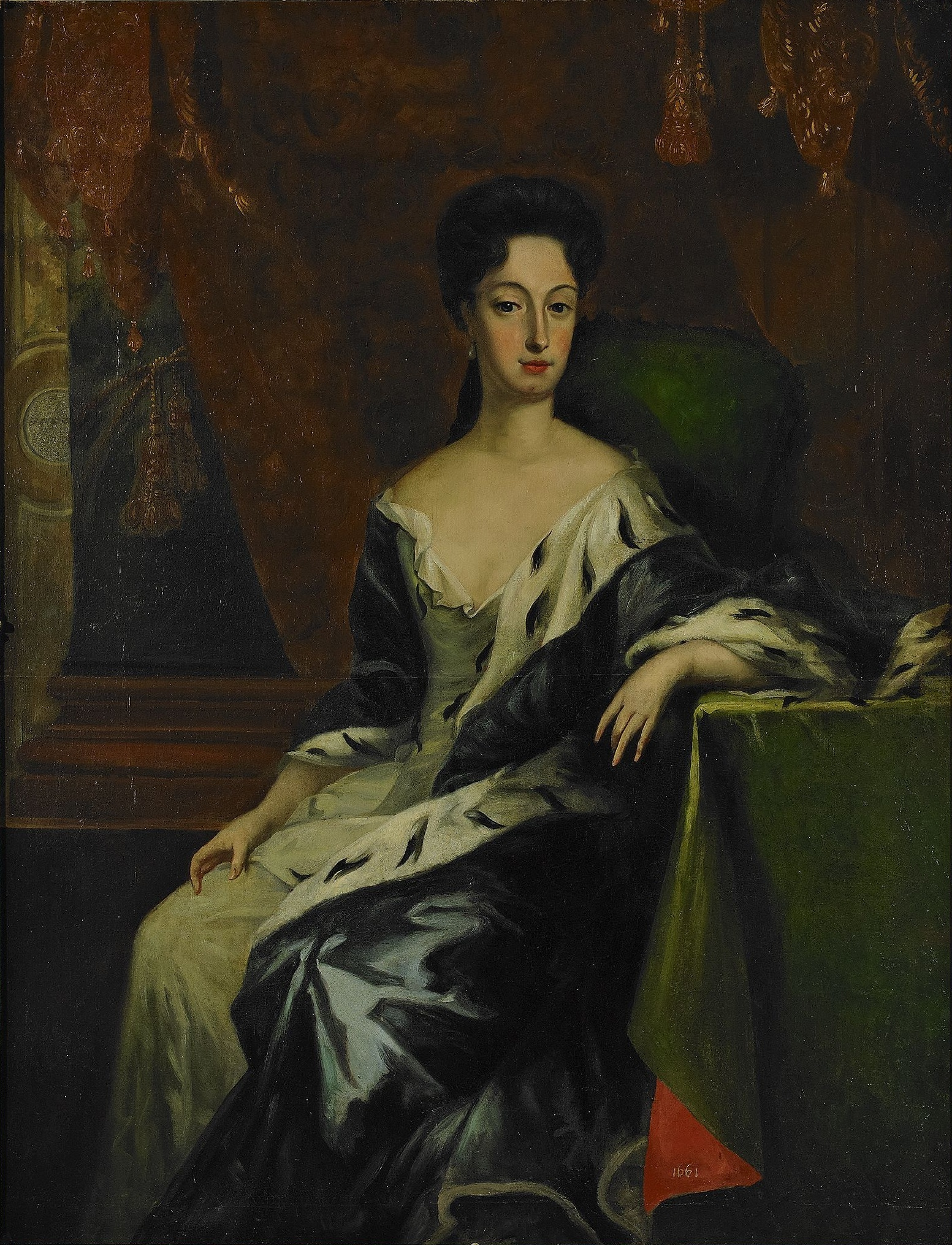
Hedvika Žofie Švédská

Hedvika Žofie se narodila 26. června roku 1681 ve stockholmském zámku jako první dítě švédského královského páru, krále Karla XI. a jeho manželky, dánské princezny Ulriky Eleonory. Po matčině smrti Hedvika a její sourozenci byli svěřeni do péče jejich babičky, otcovy matky Hedviky Eleonory Holštýnsko-Gottorpské, pod jejímž vlivem získaly protidánské postoje.
Ve svém dětství a mládí Hedvika Žofie projevovala mimořádný zájem o různé obory lidského poznání a vyspěla ve výjimečnou osobnost královské rodiny; byla ovšem i krásnou ženou se zálibou v módě.

### Manželství
12. května roku 1698, dva týdny před svými šestnáctými narozeninami, uzavřela ve Stockholmu manželství se svým bratrancem, vévodou Fridrichem IV. Holštýnsko-Gottorpským. Sňatek byl motivován politickými důvody, jako součást tradiční švédské politiky spojení s Holštýnsko-Gottorpskými proti Dánsku. Její bratr se měl oženit se sestrou Frederikovou, odmítl to však. Sňatek Hedviky Žofie se uskutečnil bez jejího souhlasu a nebyl šťastný.
V srpnu roku 1698 odjela do své nové vlasti, ale vrátila se do Švédska i se svým manželem v létě následujícího roku. V rámci Severní války se Fridrich účastnil vojenských tažení svého švagra, Hedvičina bratra Karla XII. do Polska. Během nich, 30. dubna roku 1700, se narodil Karel Fridrich, jejich jediné dítě. Vévoda Fridrich IV. padl v roce 1702 v bitvě u Kliszówa. Jeho následník, Karel Fridrich, měl pouze dva roky a Hedvika Žofie byla jeho regentkou, ale vlády ve vévodství se zmocnil lübecký biskup, Kristián August Holštýnsko-Gottorpský.
Poté, co ovdověla, stala se opět objektem plánu politického sňatkového plánování. Mezi uchazeči o její ruku byl i následník britského trůnu, princ Jiří Hannoverský, Hedvika Žofie ho však odmítla. V té době prožívala román s mladým švédským dvořanem Olofem Gyllenborgem; jejich vztah nebyl na švédském královském dvoře tajemstvím, ale vévodkynina babička Hedvika Eleonora s ním nesouhlasila.

### Smrt a odkaz
Pět let po smrti svého muže, 11. prosince roku 1708, zemřela ve Stockholmu ve věku 27 let i Hedvika Žofie.
Hedvika Žofie je známa rozsáhlou korespondencí se svým bratrem Karlem XII., kterou spolu vedli za jeho vojenských tažení. Vypovídá o úzkém vztahu mezi oběma sourozenci. Její syn byl ve věku osmi let svěřen svému strýci a protože ten neměl potomků, byl jmenován následníkem trůnu; když však po smrti Karla XII. (30. listopadu 1718) měl usednout na švédský trůn, parlament místo něj zvolil za švédskou královnu Ulriku Eleonoru, mladší sestru Hedviky Žofie, jež byla v té době již deset let po smrti a oprávněné nároky svého syna nemohla hájit.
Karel Fridrich hledal podporu svých nároků u ruského cara Petra Velikého. Podle podmínek Nystadské smlouvy, ukončující v roce 1721 Severní válku, se sice Rusko zavázalo nevměšovat se do vnitřních záležitostí Švédska, takže jeho naděje zůstaly nenaplněny, v roce 1725 se však oženil s dcerou Petra Velikého, velkokněžnou Annou Petrovnou. Jejich syn Karel Petr Ulrich se jako car Petr III. stal zakladatelem dynastie Holstein‑Gottorp‑Romanov, která pak vládla v Rusku až do Říjnové revoluce v roce 1917.

## Vývod z předků
|                       |                                        |  |                     |                                 |  |  |  |  |  |  |  | Jan I. Falcko-Zweibrückenský |
|                       |                                        |  |                     |                                 |  |  |  |  |  |  |  |                              |
|                       | Kazimír Falcko-Zweibruckenský          |  |                     |                                 |  |  |  |  |  |  |  |                              |
|                       |                                        |  |                     |                                 |  |  |  |  |  |  |  |                              |
|                       |                                        |  |                     | Magdalena Klevská               |  |  |  |  |  |  |  |                              |
|                       |                                        |  |                     |                                 |  |  |  |  |  |  |  |                              |
|                       | Karel X. Gustav                        |  |                     |                                 |  |  |  |  |  |  |  |                              |
|                       |                                        |  |                     |                                 |  |  |  |  |  |  |  |                              |
|                       |                                        |  |                     | Karel IX. Švédský               |  |  |  |  |  |  |  |                              |
|                       |                                        |  |                     |                                 |  |  |  |  |  |  |  |                              |
|                       | Kateřina Švédská                       |  |                     |                                 |  |  |  |  |  |  |  |                              |
|                       |                                        |  |                     |                                 |  |  |  |  |  |  |  |                              |
|                       |                                        |  |                     | Marie Kristýna Falcká           |  |  |  |  |  |  |  |                              |
|                       |                                        |  |                     |                                 |  |  |  |  |  |  |  |                              |
|                       | Karel XI.                              |  |                     |                                 |  |  |  |  |  |  |  |                              |
|                       |                                        |  |                     |                                 |  |  |  |  |  |  |  |                              |
|                       |                                        |  |                     | Jan Adolf Holštýnsko-Gottorpský |  |  |  |  |  |  |  |                              |
|                       |                                        |  |                     |                                 |  |  |  |  |  |  |  |                              |
|                       | Fridrich III. Holštýnsko-Gottorpský    |  |                     |                                 |  |  |  |  |  |  |  |                              |
|                       |                                        |  |                     |                                 |  |  |  |  |  |  |  |                              |
|                       |                                        |  |                     | Augusta Dánská                  |  |  |  |  |  |  |  |                              |
|                       |                                        |  |                     |                                 |  |  |  |  |  |  |  |                              |
|                       | Hedvika Eleonora Holštýnsko-Gottorpská |  |                     |                                 |  |  |  |  |  |  |  |                              |
|                       |                                        |  |                     |                                 |  |  |  |  |  |  |  |                              |
|                       |                                        |  |                     | Jan Jiří I. Saský               |  |  |  |  |  |  |  |                              |
|                       |                                        |  |                     |                                 |  |  |  |  |  |  |  |                              |
|                       | Marie Alžběta Saská                    |  |                     |                                 |  |  |  |  |  |  |  |                              |
|                       |                                        |  |                     |                                 |  |  |  |  |  |  |  |                              |
|                       |                                        |  |                     | Magdalena Sibylla Pruská        |  |  |  |  |  |  |  |                              |
|                       |                                        |  |                     |                                 |  |  |  |  |  |  |  |                              |
| Hedvika Žofie Švédská |                                        |  |                     |                                 |  |  |  |  |  |  |  |                              |
|                       |                                        |  |                     |                                 |  |  |  |  |  |  |  |                              |
|                       |                                        |  | Frederik II. Dánský |                                 |  |  |  |  |  |  |  |                              |
|                       |                                        |  |                     |                                 |  |  |  |  |  |  |  |                              |
|                       | Kristián IV. Dánský                    |  |                     |                                 |  |  |  |  |  |  |  |                              |
|                       |                                        |  |                     |                                 |  |  |  |  |  |  |  |                              |
|                       |                                        |  |                     | Žofie Meklenburská              |  |  |  |  |  |  |  |                              |
|                       |                                        |  |                     |                                 |  |  |  |  |  |  |  |                              |
|                       | Frederik III. Dánský                   |  |                     |                                 |  |  |  |  |  |  |  |                              |
|                       |                                        |  |                     |                                 |  |  |  |  |  |  |  |                              |
|                       |                                        |  |                     | Jáchym Fridrich Braniborský     |  |  |  |  |  |  |  |                              |
|                       |                                        |  |                     |                                 |  |  |  |  |  |  |  |                              |
|                       | Anna Kateřina Braniborská              |  |                     |                                 |  |  |  |  |  |  |  |                              |
|                       |                                        |  |                     |                                 |  |  |  |  |  |  |  |                              |
|                       |                                        |  |                     | Kateřina Braniborsko-Küstrinská |  |  |  |  |  |  |  |                              |
|                       |                                        |  |                     |                                 |  |  |  |  |  |  |  |                              |
|                       | Ulrika Eleonora Dánská                 |  |                     |                                 |  |  |  |  |  |  |  |                              |
|                       |                                        |  |                     |                                 |  |  |  |  |  |  |  |                              |
|                       |                                        |  |                     | Vilém Brunšvicko-Lüneburský     |  |  |  |  |  |  |  |                              |
|                       |                                        |  |                     |                                 |  |  |  |  |  |  |  |                              |
|                       | Jiří Brunšvicko-Lüneburský             |  |                     |                                 |  |  |  |  |  |  |  |                              |
|                       |                                        |  |                     |                                 |  |  |  |  |  |  |  |                              |
|                       |                                        |  |                     | Dorotea Dánská                  |  |  |  |  |  |  |  |                              |
|                       |                                        |  |                     |                                 |  |  |  |  |  |  |  |                              |
|                       | Žofie Amálie Brunšvická                |  |                     |                                 |  |  |  |  |  |  |  |                              |
|                       |                                        |  |                     |                                 |  |  |  |  |  |  |  |                              |
|                       |                                        |  |                     | Ludvík V. Hesensko-Darmstadtský |  |  |  |  |  |  |  |                              |
|                       |                                        |  |                     |                                 |  |  |  |  |  |  |  |                              |
|                       | Anna Eleonora Hesensko-Darmstadtská    |  |                     |                                 |  |  |  |  |  |  |  |                              |
|                       |                                        |  |                     |                                 |  |  |  |  |  |  |  |                              |
|                       |                                        |  |                     | Magdalena Braniborská           |  |  |  |  |  |  |  |                              |
|                       |                                        |  |                     |                                 |  |  |  |  |  |  |  |                              |